# 로베르트 너 어디 있었니?
《로베르트 너 어디 있었니?》(Wo warst du, Robert?)는 한스 마그누스 엔첸스베르거가 1998년에 칼 한저 출판사에서 출간한 아동문학 책이다. 수학 귀신의 주인공 로베르트가 이어서 등장한다.